# Boca de Cuyubini
Boca de Cuyubini, ou Cuyubini, est la capitale de la paroisse civile de Francisco Aniceto Lugo de la municipalité d'Antonio Díaz dans l'État de Delta Amacuro, au Venezuela. 

## Géographie
La localité est située au confluent de deux cours d'eau dont le río Amakura.